# Albánia demográfiája
Albánia lakosságának száma 3 107 100 fő, e lakosságszámával a 137. legnépesebb ország a Földön.

## Statisztikai datok

### Lakosság száma
3 107 100 (2023.)

### Korösszetétel
0-14 évesek: 18% (férfi: 292 296/nő: 267 052) 
15-64 évesek: 66,9% (férfi: 1 023 515/nő: 1 055 388) 
65 éves és fölötte: 15,9% (férfi: 215 252/nő: 253 597) 

Albánia lakosságszámának növekedése

### Népességszám növekedés évenként
- 0,16%

### Születési arányszám
- 12,3 születés/1000 fő

### Halálozási arányszám
- 7,4 halálozás/1000 fő

### Migrációs arányszám
- -3,2 migráns/1000 fő

### Nemek aránya
- Születéskor: 1,06 férfi/nő 
  - 14 év alatt: 1,09 férfi/nő
  - 15-64 évesek: 0,97 férfi/nő
  - 65 éves és fölötte: 0,85 férfi/nő

Teljes népesség: 0,97 férfi/nő

### Újszülött halálozások mértéke
- Mindkét nem: 8 halál/1 000 élveszületés

### Születéskor várható életkor
- Teljes népesség: 79,9 év 
  - Férfiak: 77,3 év
  - Nők: 82,8 év

### Termékenységi mutató
- 1,55 gyermekszületés/nő

### Etnikai csoportok
albán 95%, görög 3%, egyéb 2% (roma (cigány), aromun, szerb, macedón, bolgár) (1989.)

### Vallási megoszlás
muszlim: 70%, albán ortodox keresztény: 20%, római katolikus: 10%